# Travante Williams
Pour les articles homonymes, voir Williams.
Travante Williams, né le 29 juillet 1993 à Anchorage en Alaska, est un joueur de basket-ball américain naturalisé portugais. Il mesure 1,97 m et évolue au poste d'ailier.

## Biographie
Entre 2023 et 2025, il joue en Espagne, en Liga ACB, 1re division espagnole avec l'équipe de Manresa, Bàsquet Manresa.
En juillet 2025, Williams rejoint Le Mans Sarthe Basket, club français de première division.
Williams est connu pour ses qualité de défenseur.

## Palmarès
- Champion du Portugal avec Oliveirense (en) : 2017-2018 et 2018-2019[3]
- Champion du Portugal avec le Sporting Clube de Portugal : 2020-2021[3]